# Perilitus dauricus
Perilitus dauricus är en stekelart som beskrevs av Sergey A. Belokobylskij 2000. Perilitus dauricus ingår i släktet Perilitus och familjen bracksteklar. Inga underarter finns listade i Catalogue of Life.